# مسألة حجم
مسألة حجم (بالعبرية: סיפור גדול‏) هو فيلم كوميديا أُصدر في 2009. الفيلم من إخراج شارون ميمون ‏، وإيريز تدمر ‏، أما السيناريو فكان من كتابة شارون ميمون ‏، وDanny Cohen-Solal ‏، وهارولد مانينغ ‏. 

## القصة
تقع أحداث الفيلم في إسرائيل.

## طاقم التمثيل
- توغو ايغاوا
- Evelin Hagoel [الإنجليزية]‏
- Albert Iluz  [لغات أخرى]‏
- Ofira Rahamim  [لغات أخرى]‏
- Hilla Sarjon  [لغات أخرى]‏
- ليفانا فنكلستين
- الون داهان
- ايريت كابلان  [لغات أخرى]‏
- ديفير بنديك
- ايتسيك كوهين
- اوشري سحر  [لغات أخرى]‏

## وصلات خارجية
- مسألة حجم على موقع IMDb (الإنجليزية)
- مسألة حجم على موقع روتن توميتوز (الإنجليزية)
- مسألة حجم على موقع ألو سيني (الفرنسية)
- مسألة حجم على موقع أول موفي (الإنجليزية)
- مسألة حجم على موقع فيلمافينيتي (الإسبانية)
- مسألة حجم على موقع قاعدة بيانات الفيلم (الإنجليزية)
- مسألة حجم على موقع ليتربوكسد (الإنجليزية)
- مسألة حجم على موقع كينوبويسك (الروسية)